# Ігорс Тарасовс
Ігорс Тарасовс (латис. Igors Tarasovs, нар. 16 жовтня 1988, Рига) — латвійський футболіст, півзахисник клубу «Ягеллонія».
Виступав, зокрема, за клуб «Сконто», а також національну збірну Латвії.

## Клубна кар'єра
У дорослому футболі дебютував 2006 року виступами за команду клубу «Сконто», в якій провів жодного сезонів, взявши участь лише у 1 матчі чемпіонату. 
Протягом 2007—2008 років захищав кольори команди клубу «Олімпс».
Своєю грою за останню команду знову привернув увагу представників тренерського штабу клубу «Сконто», до складу якого повернувся 2009 року. Цього разу відіграв за ризький клуб наступні два сезони своєї ігрової кар'єри. Більшість часу, проведеного у складі «Сконто», був основним гравцем команди.
Згодом з 2012 по 2014 рік грав у складі команд клубів «Сімург», «Вентспілс» та «Німан» (Гродно).
До складу клубу «Ягеллонія» приєднався 2014 року. Відтоді встиг відіграти за команду з Білостока 41 матч в національному чемпіонаті.

## Виступи за збірну
У 2010 році дебютував в офіційних матчах у складі національної збірної Латвії. Наразі провів у формі головної команди країни 13 матчів.
| Дата       | Місто  | Господарі | Результат | Гості  | Турнір            | Голи | Примітки |
| ---------- | ------ | --------- | --------- | ------ | ----------------- | ---- | -------- |
| 3-3-2010   | Луанда | Ангола    | 1 – 1     | Латвія | товариський матч  | -    | 73'      |
| 7-6-2011   | Грац   | Австрія   | 3 – 1     | Латвія | товариський матч  | -    | 79'      |
| 11-10-2011 | Рієка  | Хорватія  | 2 – 0     | Латвія | Відбір до ЧЄ 2012 | -    | 81'      |
| 24-5-2013  | Доха   | Катар     | 3 – 1     | Латвія | товариський матч  | -    | 80'      |
| Усього     |        | Матчів    | 4         |        | Голів             | 0    |          |